# Amaury Leveaux
Amaury Leveaux (n. 2 decembrie 1985, Belfort, Franche-Comté⁠(d), Franța) este un înotător ce a reprezentat Franța, medaliat olimpic. A participat la 2 ediții ale Jocurilor Olimpice (2008, 2012) în care a câștigat două medalii de aur și 4 medalii de argint.